# 米德爾布什 (新澤西州)
米德爾布什（英語：Middlebush）是位於美國新澤西州薩默塞特縣的普查規定居民點。

## 人口
根據2020年美國人口普查的數據，米德爾布什的面積為5.16平方千米，皆為陸地。當地共有人口2368人，而人口密度為每平方千米458.91人。